# Ctenomys emilianus
Ctenomys emilianus är en däggdjursart som beskrevs av Thomas och St. Leger 1926. Ctenomys emilianus ingår i släktet kamråttor och familjen buskråttor. IUCN kategoriserar arten globalt som nära hotad. Inga underarter finns listade i Catalogue of Life.
Denna gnagare förekommer i kulliga områden i västra Argentina. Utbredningsområdet ligger ungefär 800 meter över havet. Arten lever i sanddyner med glest fördelad växtlighet.